# Robin Ngalande
Robin Ngalande Junior (Dedza, 2 november 1993) is een Malawisch voetballer die doorgaans als spits speelt. In 2012 verruilde hij Atlético Madrid C voor Bidvest Wits. Ngalande maakte in 2012 zijn debuut in het Malawisch voetbalelftal.

## Interlandcarrière
Op 29 februari 2012 maakte Ngalande zijn debuut voor het Malawisch voetbalelftal. In een Afrika Cup-kwalificatiewedstrijd tegen Tsjaad mocht hij na 55 minuten invallen voor John Banda.